# Lexicale diffusie
Lexicale diffusie is een taalverandering, bijvoorbeeld een klankverschuiving, die slechts in een beperkt aantal woorden optreedt en niet op alle plaatsen waar de taalverandering logischerwijs verwacht kan worden; ook een verandering die in een beperkt aantal gevallen achterwege blijft, terwijl die wel klankwettig zou zijn, is een lexicale diffusie. De verandering is woordelijk, lexicaal, daar waar normale klankverandering volgens de geldende theorieën zonder uitzondering optreedt (Ausnahmslosigkeit der Lautgesetze) en dus niet in enkele woorden, maar in alle vergelijkbare omstandigheden doorgang zou moeten vinden. Lexicale diffusie is een relatief zeldzaam verschijnsel, maar er zijn wel overtuigende voorbeelden van beschreven.
Een regelmatige klankverschuiving kan soms, regelmatig, niet optreden voor een bepaalde klank. In het moderne Nederlands in Nederland worden ee en oo vaak uitgesproken als eej en oow, maar dit gebeurt nooit voor de -r. Dit wordt echter niet als lexicale diffusie gezien, omdat de uitzondering op de regel eenvoudig te verklaren valt door de invloed van een andere klank, en niet van woord tot woord beoordeeld moet worden.

## Voorbeelden van lexicale diffusie
Als voorbeelden van lexicale diffusie worden meestal klankveranderingen die tot een beperkte groep woorden beperkt zijn gebleven aangevoerd. Ook morfologische verschijnselen die enkel in een klein aantal woorden of vaste uitdrukkingen voorkomen, zouden als voorbeelden van lexicale diffusie kunnen worden opgevat.

### Standaardnederlands
In de Nederlandse standaardtaal bestaat een opvallende lexicale diffusie bij de uitspraak van de -d- tussen klinkers. Die kan, afhankelijk van de klinkers waar de -d- tussen staat, j-achtig of w-achtig zijn: rode > rooie, oude > ouwe. Niet álle d's in deze positie veranderen echter in een j of w. Er wordt bijvoorbeeld wel rooie gezegd, maar mode wordt niet *mooie, en naast gouwe en verkouwe staan geen *bouwe uitspraken. Of de -d- een halfklinker wordt hangt dus af van het gekozen woord (wel bij rode en oude, niet bij mode en boude), en daarnaast kan het ook afhangen van het gebruik van het woord: een dooie mus kan wel, maar mijn dooie moeder zou door de meeste taalgebruikers als onnodig grof worden aangevoeld. Er is dus een stijlverschil, en woorden die horen bij een formeler stijlregister doen aan de klankverschuiving niet mee, woorden in een eerder informeel register juist wel. Typisch is het woord spoeden (haasten), dat in Nederland ietwat plechtig klinkt en dus geen halfklinker krijgt, in Vlaanderen echter ook spreektalig is en dus dikwijls als spoeien wordt gerealiseerd.
Andere voorbeelden van lexicale diffusie vinden we bij staande uitdrukkingen, waar er omwille van het rijm soms geen rekening wordt gehouden met klankverschuivingen en er dus verouderde of dialectische vormen zijn bewaard:
Wie het kleine niet eert, is het grote niet weerd (waard)
De verschuiving van uu naar ui, die aan het einde van de middeleeuwen in een groot deel van het Nederlandse taalgebied werd doorgevoerd en ook in de standaardtaal is opgenomen, is bij sommige woorden achterwege gebleven, bijvoorbeeld bij kluut: hoewel de vorm “kluit” wel heeft bestaan, is die door vogelkenners als Jac P. Thijsse succesvol vervangen door het (eens dialectische) kluut, wat beter bij het geluid van het dier zou passen. Een typisch diffuus woord is duvel, waar weliswaar de klankwettige tegenhanger duivel voor bestaat, maar waar in sommige uitdrukkingen toch de oude vorm bewaard blijft:
Als een duveltje uit een doosje
Verschillende woorden trekken zich van de klankwettige verschuiving van ie > ij, die gelijktijdig met de verschuiving uu > ui is doorgevoerd, niets aan. Iemand die scharen slijpt heet zo scharensliep; stiel in de betekenis “beroep, ambacht” is verwant met het klankwettige stijl.
Morfologische voorbeelden zijn onder meer de bewaarde naamvalsuitgangen in tal van woorden en versteende uitdrukkingen (mettertijd, met dien verstande, bij dezen). Ook de umlaut in het meervoud van stad, nl. steden, zou als lexicale diffusie kunnen worden opgevat, zeker omdat umlaut in vergelijkbare woorden ook in oudere vormen van het Nederlands niet optrad (alleen in oostelijke dialecten).

### Nederlandse dialecten

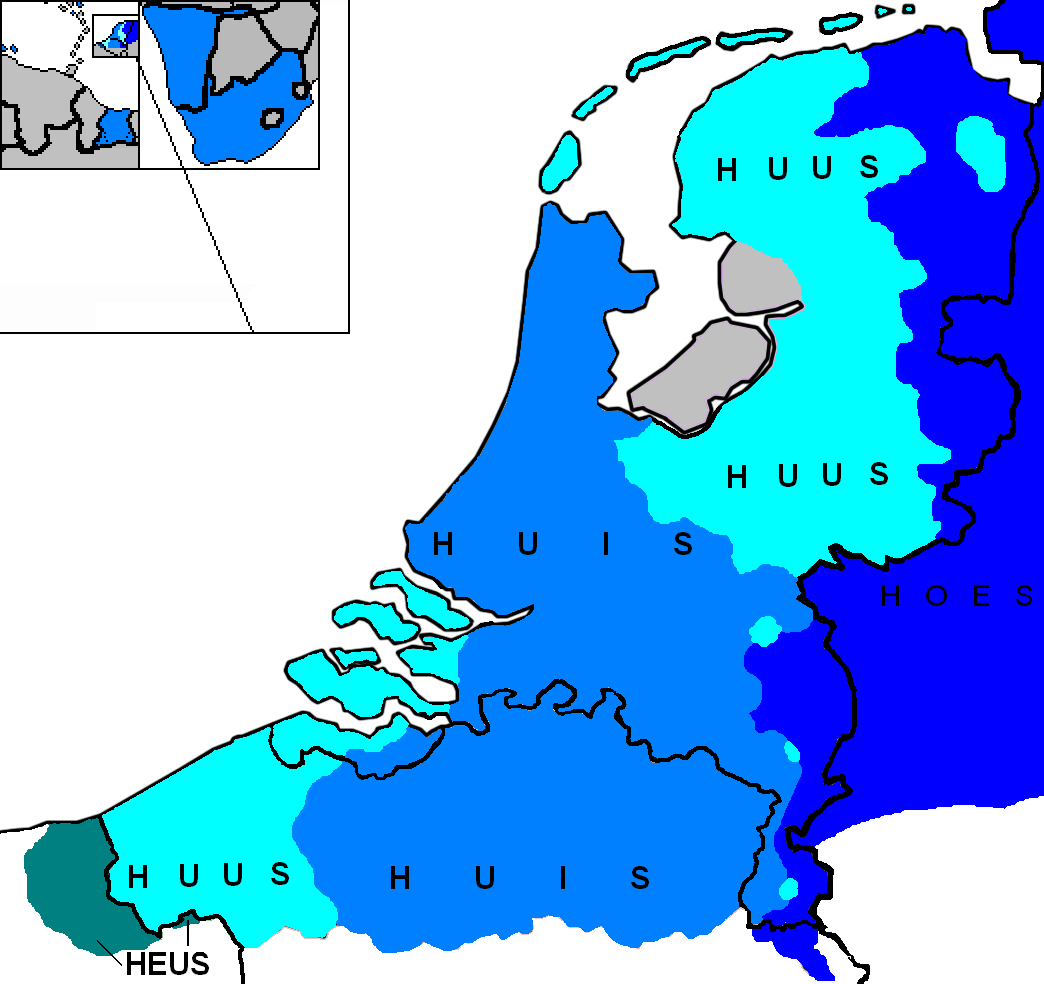
De verspreiding van "huus" vergeleken met...

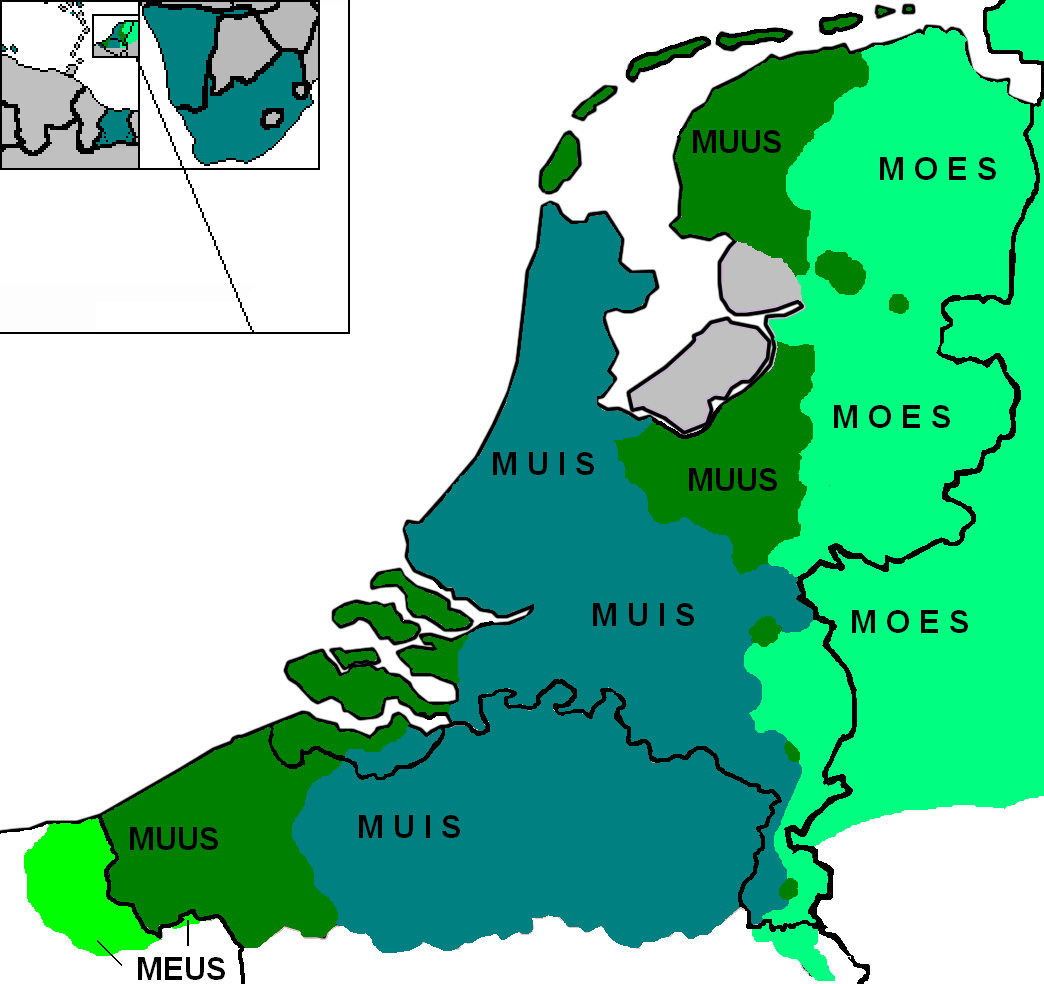
...de verspreiding van "muus"

In dialecten komt lexicale diffusie ogenschijnlijk vaak voor, maar meestal is wat lijkt op lexicale diffusie, bijvoorbeeld een standaardtalige ee die in het dialect op veel verschillende manieren wordt uitgesproken (Tessels: bien, zéép, week, vleis), te verklaren door eerst naar de geschiedenis van de taal te kijken. Veel dialecten nemen in het geheel geen deel niet mee aan een bepaalde klankverschuiving, of kennen eigen klankverschuivingen, die op hun beurt regelmatig zijn doorgevoerd (Ausnahmslosigkeit) en dus juist geen lexicale diffusie opleveren. Kennis van de taalgeschiedenis is dus noodzakelijk bij het vaststellen van echte lexicale diffusie.
De Nederlandse taalkundige Kloeke onderzocht een voorbeeld van lexicale diffusie in een groep Nedersaksische en Friese dialecten. In deze dialecten wordt de Oergermaanse /u/ (ooit uitgesproken als "oe"), die in het Standaardnederlands meestal “ui” oplevert, in sommige woorden als een /y:/ (dus "uu"), in andere nog als /u:/ ("oe") gerealiseerd. Typisch is een tegenstelling moes (muis) vs. huus (huis). De “oe” is hier het oudst, oorspronkelijk hadden deze dialecten dus zowel moes als hoes (zoals veel Oost-Nederlandse dialecten dat nog altijd hebben). In de middeleeuwen was in o.m. Holland de uitspraak met "uu" al populair geworden, en deze uitspraak werd in de aangrenzende gebieden prestigieus, waarna de "uu" kon doordringen in frequente woorden als "huis", maar niet doordrong in informele woorden zoals "muis", die vooral in intieme kring worden gebruikt.

## Verklaringen voor lexicale diffusie
Voor het voorkomen van lexicale diffusie zijn er verschillende verklaringen, die elkaar overigens niet uitsluiten: meerdere factoren kunnen tegelijk spelen, of er valt in hetzelfde geval voor verschillende verklaringen evenveel te zeggen. Een overzicht van veel genoemde factoren die lexicale diffusie kunnen veroorzaken:
- Prestige. Een zeker taalverschijnsel kan als chic of prestigieus worden gezien (bv. de Hollandse "uu" die Kloeke beschrijft, of de Franse uitspraak van de <eu> in freule) en verschijnt dan in woorden die prestigieus of frequent zijn, maar blijft achterwege in informele of neutrale woorden. Andersom kan een taalverschijnsel ook als niet-prestigieus of informeel worden gezien, waardoor de klank alleen in informele woorden optreedt en niet in formele (ouwe vs. boude).
- Frequentie: Kloeke verklaarde het succes van huus ten opzichte van muus met frequentie: over een huis wordt meer gesproken dan over een muis, en dus kon daarom de nieuwe klank wel in dit woord, maar niet in het andere doordringen. Prestige en frequentie zijn hier verwant: een huis heeft als gespreksonderwerp nu eenmaal meer prestige dan het ongedierte dat er woont.
- Schrijftaal: Vaak werkt de schrijftaal conserverend, waardoor oude vormen toch behouden kunnen blijven in bepaalde woorden en uitdrukkingen (de naamvallen in het moderne Nederlands). Bij het standaardiseren van een schrijftaal werd soms ook op oudere situaties teruggegrepen, waardoor misinterpretaties op de loer lagen en er dus afwijkende of toevallige uitspraken zijn gestandaardiseerd.
- Hypercorrectie: Wie fouten wil vermijden zal dat soms zelfs doen waar dat niet nodig is. De j-achtige uitspraak van de <d>, die al lang voorkomt in het Nederlands, is soms gecorrigeerd op plaatsen waar nooit een <d> stond. Daaraan danken we het woord bevrijden, dat eigenlijk op *bevrijen teruggaat (vgl. Duits befreien), maar waar door overijverige Statenvertalers een extra <d> werd geschreven die nu onderdeel van de standaardtaal geworden is, ook al is deze <d> niet klankwettig.
- Homonomievrees: Woorden met dezelfde klank die toch iets anders betekenen kunnen tot verwarring leiden. Taalgebruikers zullen dan ook niet graag homoniemen laten ontstaan en grijpen dan terug op oudere vormen, waardoor lexicale diffusie ontstaat. Een voorbeeld is de combinatie heur haar (dus: het haar van haar) die men soms nog wel tegenkomt, of de afwijkende uitspraak zeuven, die in de tijd van krakende radioverbindingen nodig werd geacht om het verschil met negen duidelijk te maken.
- Kindertaal: De eerste woordjes die kinderen zeggen zijn meestal ongevoelig voor klankverschuivingen. Woorden als papa en mama komen dan ook in veel talen voor. De p- van papa zou in de Germaanse talen, waar de Eerste Germaanse klankverschuiving heeft gewerkt, eigenlijk een f of v moeten zijn (vgl. father, vader), maar is dus toch behouden.
- Klanknabootsing: Klankschilderende woorden, zoals piepen, toeteren en het hier al genoemde kluut vormen vaak de uitzondering op een zekere klankwet.
- Woord-specifieke oorzaken: Sommige taalveranderingen, zoals de omwisseling van bepaalde klanken binnen één woord (metathesis: precies > persies), kunnen door hun aard alleen maar in bepaalde woorden optreden en zijn dus praktisch altijd lexicaal diffuus.

Lexicale diffusie is in principe een zeldzaam verschijnsel. Het is de uitzondering op de regel, niet de regel zelf. Daarom zullen taalkundigen vaak zoeken naar een andere verklaring voor iets wat ogenschijnlijk lexicale diffusie is: mogelijk werkt er toch een (regelmatige) klankwet, die te verklaren is door naar een oudere fase van de taal te kijken. Vaak ook is er sprake van leenwoorden die ogenschijnlijke lexicale diffusie opleveren (bv. bioscoop, met /sk/, terwijl sk- regelmatig sch- geworden is), maar er in werkelijkheid dus zeker geen voorbeelden van zijn.
William Labov onderscheidt twee soorten klankverschuivingen: de regelmatige die in elke mogelijke context gelden (bijvoorbeeld klinkerverschuiving) en lexicale diffusie (bijvoorbeeld metathesis of klinkerreductie). Volgens Paul Kiparsky komt lexicale diffusie voort uit analogie en moet het daarom niet worden beschouwd als een echte klankverandering maar als een vorm van gelijkstelling.